# Medaliści mistrzostw świata w skeletonie

Lista medalistów Mistrzostw świata IBSF w skeletonie.

## Medaliści

### Mężczyźni
| Rok i miejsce     | Złoto                | Srebro                            | Brąz                        |
| ----------------- | -------------------- | --------------------------------- | --------------------------- |
| 1982 Sankt Moritz | Gert Elsässer        | Nico Baracchi                     | Alain Wicki                 |
| 1989 Sankt Moritz | Alain Wicki          | Christian Auer                    | Franz Plangger              |
| 1990 Königssee    | Michael Grünberger   | Andi Schmid                       | Gregor Stähli               |
| 1991 Igls         | Christian Auer       | Andi Schmid                       | Michael Grünberger          |
| 1992 Calgary      | Bruce Sandford       | Gregor Stähli                     | Christian Auer              |
| 1993 La Plagne    | Andi Schmid          | Franz Plangger                    | Gregor Stähli               |
| 1994 Altenberg    | Gregor Stähli        | Andi Schmid                       | Franz Plangger              |
| 1995 Lillehammer  | Jürg Wenger          | Christian Auer                    | Ryan Davenport              |
| 1996 Calgary      | Ryan Davenport       | Franz Plangger                    | Christian Auer              |
| 1997 Lake Placid  | Ryan Davenport       | Jimmy Shea                        | Chris Soule                 |
| 1998 Sankt Moritz | Willi Schneider      | Alain Wicki                       | Felix Poletti               |
| 1999 Altenberg    | Jimmy Shea           | Andy Böhme                        | Willi Schneider             |
| 2000 Igls         | Andy Böhme           | Gregor Stähli                     | Jimmy Shea Alexander Müller |
| 2001 Calgary      | Martin Rettl         | Jeff Pain                         | Lincoln DeWitt              |
| 2003 Nagano       | Jeff Pain            | Chris Soule                       | Brady Canfield              |
| 2004 Königssee    | Duff Gibson          | Florian Grassl                    | Frank Kleber                |
| 2005 Calgary      | Jeff Pain            | Gregor Stähli                     | Duff Gibson                 |
| 2007 Sankt Moritz | Gregor Stähli        | Eric Bernotas                     | Zach Lund                   |
| 2008 Altenberg    | Kristan Bromley      | Jon Montgomery                    | Frank Rommel                |
| 2009 Lake Placid  | Gregor Stähli        | Adam Pengilly                     | Aleksandr Trietjakow        |
| 2011 Königssee    | Martins Dukurs       | Aleksandr Trietjakow              | Frank Rommel                |
| 2012 Lake Placid  | Martins Dukurs       | Frank Rommel                      | Ben Sandford                |
| 2013 Sankt Moritz | Aleksandr Trietjakow | Martins Dukurs                    | Siergiej Czudinow           |
| 2015 Winterberg   | Martins Dukurs       | Aleksandr Trietjakow              | Tomass Dukurs               |
| 2016 Igls         | Martins Dukurs       | Aleksandr Trietjakow Yun Sung-bin | –                           |
| 2017 Königsee     | Martins Dukurs       | Axel Jungk                        | Nikita Triegubow            |
| 2019 Whistler     | Martins Dukurs       | Nikita Triegubow                  | Yun Sung-bin                |
| 2020 Altenberg    | Christopher Grotheer | Axel Jungk                        | Alexander Gassner           |
| 2021 Altenberg    | Christopher Grotheer | Aleksandr Trietjakow              | Alexander Gassner           |
| 2023 Sankt Moritz | Matt Weston          | Amedeo Bagnis                     | Jung Seung-gi               |
| 2024 Winterberg   | Christopher Grotheer | Matt Weston                       | Yin Zheng                   |

### Kobiety
| Rok i miejsce     | Złoto               | Srebro                | Brąz                  |
| ----------------- | ------------------- | --------------------- | --------------------- |
| 2000 Igls         | Steffi Hanzlik      | Mellisa Hollingsworth | Tricia Stumpf         |
| 2001 Calgary      | Maya Pedersen-Bieri | Alex Coomber          | Tricia Stumpf         |
| 2003 Nagano       | Michelle Kelly      | Jekatierina Mironowa  | Tristan Gale          |
| 2004 Königssee    | Diana Sartor        | Lindsay Alcock        | Kerstin Jürgens       |
| 2005 Calgary      | Maya Pedersen-Bieri | Noelle Pikus-Pace     | Michelle Kelly        |
| 2007 Sankt Moritz | Noelle Pikus-Pace   | Maya Pedersen-Bieri   | Katie Uhlaender       |
| 2008 Altenberg    | Anja Huber          | Katie Uhlaender       | Kerstin Jürgens       |
| 2009 Lake Placid  | Marion Trott        | Amy Williams          | Kerstin Jürgens       |
| 2011 Königssee    | Marion Trott        | Anja Huber            | Mellisa Hollingsworth |
| 2012 Lake Placid  | Katie Uhlaender     | Mellisa Hollingsworth | Elizabeth Yarnold     |
| 2013 Sankt Moritz | Shelley Rudman      | Noelle Pikus-Pace     | Sarah Reid            |
| 2015 Winterberg   | Elizabeth Yarnold   | Jacqueline Lölling    | Elisabeth Vathje      |
| 2016 Igls         | Tina Hermann        | Janine Flock          | Jelena Nikitina       |
| 2017 Königsee     | Jacqueline Lölling  | Tina Hermann          | Elizabeth Yarnold     |
| 2019 Whistler     | Tina Hermann        | Jacqueline Lölling    | Sophia Griebel        |
| 2020 Altenberg    | Tina Hermann        | Marina Gilardoni      | Janine Flock          |
| 2021 Altenberg    | Tina Hermann        | Jacqueline Lölling    | Jelena Nikitina       |
| 2023 Sankt Moritz | Susanne Kreher      | Kimberley Bos         | Mirela Rahneva        |
| 2024 Winterberg   | Hallie Clarke       | Kim Meylemans         | Hannah Neise          |

### Konkurencja mieszana (bobsleje i skeleton)
| Rok i miejsce     | Złoto | Srebro | Brąz |
| ----------------- | --- | --- | --- |
| 2007 Sankt Moritz | Niemcy · Frank Kleber · Monique Riekewald · Sandra Kiriasis · Berit Wiacker · Karl Angerer · Marc Kühne                 | Stany Zjednoczone · Eric Bernotas · Noelle Pikus-Pace · Erin Pac · Emily Azevedo · Mike Kohn · Curtis Tomasevicz                     | Szwajcaria · Gregor Stähli · Maya Pedersen-Bieri · Sabina Hafner · Katharina Sutter · Ivo Rüegg · Thomas Lamparter               |
| 2008 Altenberg    | Niemcy · Sebastian Haupt · Anja Huber · Sandra Kiriasis · Berit Wiacker · Matthias Höpfner · Alexander Mann             | Kanada · Jon Montgomery · Michelle Kelly · Kaillie Humphries · Jenni Hucul · Lyndon Rush · Nathan Cross                              | Stany Zjednoczone · Katie Uhlaender · Zach Lund · Erin Pac · Emily Azevedo · Steven Holcomb · Curtis Tomasevicz                  |
| 2009 Lake Placid  | Niemcy · Frank Rommel · Marion Trott · Sandra Kiriasis · Patricia Polifka · Thomas Florschütz · Andreas Barucha         | Szwajcaria · Gregor Stähli · Maya Pedersen · Sabina Hafner · Anne Dietrich · Ivo Rüegg · Cédric Grand                                | Stany Zjednoczone · Eric Bernotas · Katie Uhlaender · Shauna Rohbock · Valerie Fleming · Steven Holcomb · Justin Olsen           |
| 2011 Königssee    | Niemcy · Sandra Kiriasis · Stephanie Schneider · Francesco Friedrich · Florian Becke · Marion Thees · Mirsad Halilovic  | Niemcy · Cathleen Martini · Kristin Steinert · Karl Angerer · Alexander Mann · Anja Huber · Frank Rommel                             | Kanada · Kaillie Humphries · Heather Moyse · Lyndon Rush · Cody Sorensen · Mellisa Hollingsworth · Jon Montgomery                |
| 2012 Lake Placid  | Stany Zjednoczone · Elana Meyers · Emily Azevedo · Steven Holcomb · Justin Olsen · Katie Uhlaender · Matthew Antoine    | Niemcy · Sandra Kiriasis · Berit Wiacker · Maximilian Arndt · Steven Deja · Marion Thees · Frank Rommel                              | Kanada · Kaillie Humphries · Emily Baadsvik · Justin Kripps · Timothy Randall · Mellisa Hollingsworth · John Fairbairn           |
| 2013 Sankt Moritz | Stany Zjednoczone · Elana Meyers · LoLo Jones · Steven Holcomb · Curtis Tomasevicz · Noelle Pikus-Pace · John Daly      | Niemcy · Sandra Kiriasis · Sarah Noll · Francesco Friedrich · Gino Gerhardi · Marion Thees · Frank Rommel                            | Kanada · Kaillie Humphries · Chelsea Valois · Lyndon Rush · Cody Sorensen · Sarah Reid · Eric Neilson                            |
| 2015 Winterberg   | Niemcy · Axel Jungk · Cathleen Martini · Lisette Thöne · Tina Hermann · Francesco Friedrich · Martin Grothkopp          | Niemcy · Christopher Grotheer · Anja Schneiderheinze-Stöckel · Franziska Bertels · Anja Selbach · Johannes Lochner · Gregor Bermbach | Kanada · Dave Greszczyszyn · Kaillie Humphries · Kate O'Brien · Elisabeth Vathje · Justin Kripps · Alexander Kopacz              |
| 2016 Igls         | Niemcy · Axel Jungk · Anja Schneiderheinze-Stöckel · Franziska Bertels · Tina Hermann · Johannes Lochner · Tino Paasche | Austria · Matthias Guggenberger · Christina Hengster · Sanne Dekker · Janine Flock · Benjamin Maier · Dănuț Moldovan                 | Niemcy · Michael Zachrau · Stephanie Schneider · Anne Lobenstein · Jacqueline Lölling · Nico Walther · Jannis Bäcker             |
| 2017 Königssee    | Niemcy · Axel Jungk · Mariama Jamanka · Franziska Bertels · Jacqueline Lölling · Johannes Lochner · Christian Rasp      | Niemcy · Christopher Grotheer · Stephanie Schneider · Lisa Buckwitz · Tina Hermann · Nico Walther · Philipp Wobeto                   | Niemcy/ Rumunia · Alexander Gassner · Maria Adela Constantin · Andreea Grecu · Anna Fernstädt · Richard Ölsner · Marc Rademacher |
| 2019 Whistler     | Niemcy · Christopher Grotheer · Anna Köhler · Lisa Gericke · Sophia Griebel · Johannes Lochner · Marc Rademacher        | Kanada · Dave Greszczyszyn · Christine de Bruin · Kristen Bujnowski · Mirela Rahneva · Nick Poloniato · Keefer Joyce                 | Stany Zjednoczone · Greg West · Brittany Reinbolt · Jessica Davis · Savannah Graybill · Geoff Gadbois · Kristopher Horn          |

### Konkurencja mieszana (skeleton)
| Rok i miejsce     | Złoto                                         | Srebro                                         | Brąz                                                            |
| ----------------- | --------------------------------------------- | ---------------------------------------------- | --------------------------------------------------------------- |
| 2020 Altenberg    | Niemcy Jacqueline Lölling · Alexander Gassner | Kanada Jane Channell · Dave Greszczyszyn       | Włochy Valentina Margaglio · Mattia Gaspari                     |
| 2021 Altenberg    | Niemcy Tina Hermann · Christopher Grotheer    | Niemcy Jacqueline Lölling · Alexander Gassner  | Rosyjska Federacja Bobslei Jelena Nikitina Aleksandr Trietjakow |
| 2023 Sankt Moritz | Niemcy Susanne Kreher · Christopher Grotheer  | Wielka Brytania Laura Deas · Matt Weston       | Wielka Brytania Brogan Crowley · Craig Thompson                 |
| 2024 Winterberg   | Niemcy Hannah Neise · Christopher Grotheer    | Wielka Brytania Tabitha Stoecker · Matt Weston | Niemcy Jacqueline Pfeifer · Axel Jungk                          |

## Klasyfikacja medalowa
Stan po MŚ 2024.
| Klasyfikacja medalowa | Klasyfikacja medalowa      | Klasyfikacja medalowa | Klasyfikacja medalowa | Klasyfikacja medalowa | Klasyfikacja medalowa |
| --------------------- | -------------------------- | --------------------- | --------------------- | --------------------- | --------------------- |
| Miejsce               | Kraj                       | Złoto                 | Srebro                | Brąz                  | Razem                 |
| 1.                    | Niemcy                     | 28                    | 16                    | 13                    | 57                    |
| 2.                    | Kanada                     | 7                     | 8                     | 11                    | 26                    |
| 3.                    | Szwajcaria                 | 7                     | 8                     | 5                     | 20                    |
| 4.                    | Łotwa                      | 6                     | 1                     | 1                     | 8                     |
| 5.                    | Austria                    | 5                     | 9                     | 7                     | 21                    |
| 6.                    | Stany Zjednoczone          | 5                     | 7                     | 12                    | 24                    |
| 7.                    | Wielka Brytania            | 4                     | 6                     | 3                     | 13                    |
| 8.                    | Rosja                      | 1                     | 5                     | 4                     | 10                    |
| 9.                    | Nowa Zelandia              | 1                     | 0                     | 1                     | 2                     |
| 10.                   | Korea Południowa           | 0                     | 1                     | 2                     | 3                     |
| 10.                   | Rosyjska Federacja Bobslei | 0                     | 1                     | 2                     | 3                     |
| 12.                   | Włochy                     | 0                     | 1                     | 1                     | 2                     |
| 13.                   | Belgia                     | 0                     | 1                     | 0                     | 1                     |
| 13.                   | Holandia                   | 0                     | 1                     | 0                     | 1                     |
| 15.                   | Chiny                      | 0                     | 0                     | 1                     | 1                     |
| 15.                   | Drużyna mieszana           | 0                     | 0                     | 1                     | 1                     |